# HD 72485
HD 72485，又名CD-47 4048，SAO 220039、HR 3375，是一颗恒星，视星等为6.39，位于銀經265.3，銀緯-4.96，其B1900.0坐标为赤經8h 28m 0.1s，赤緯-47° -4.96′ 43″。